# Issegem

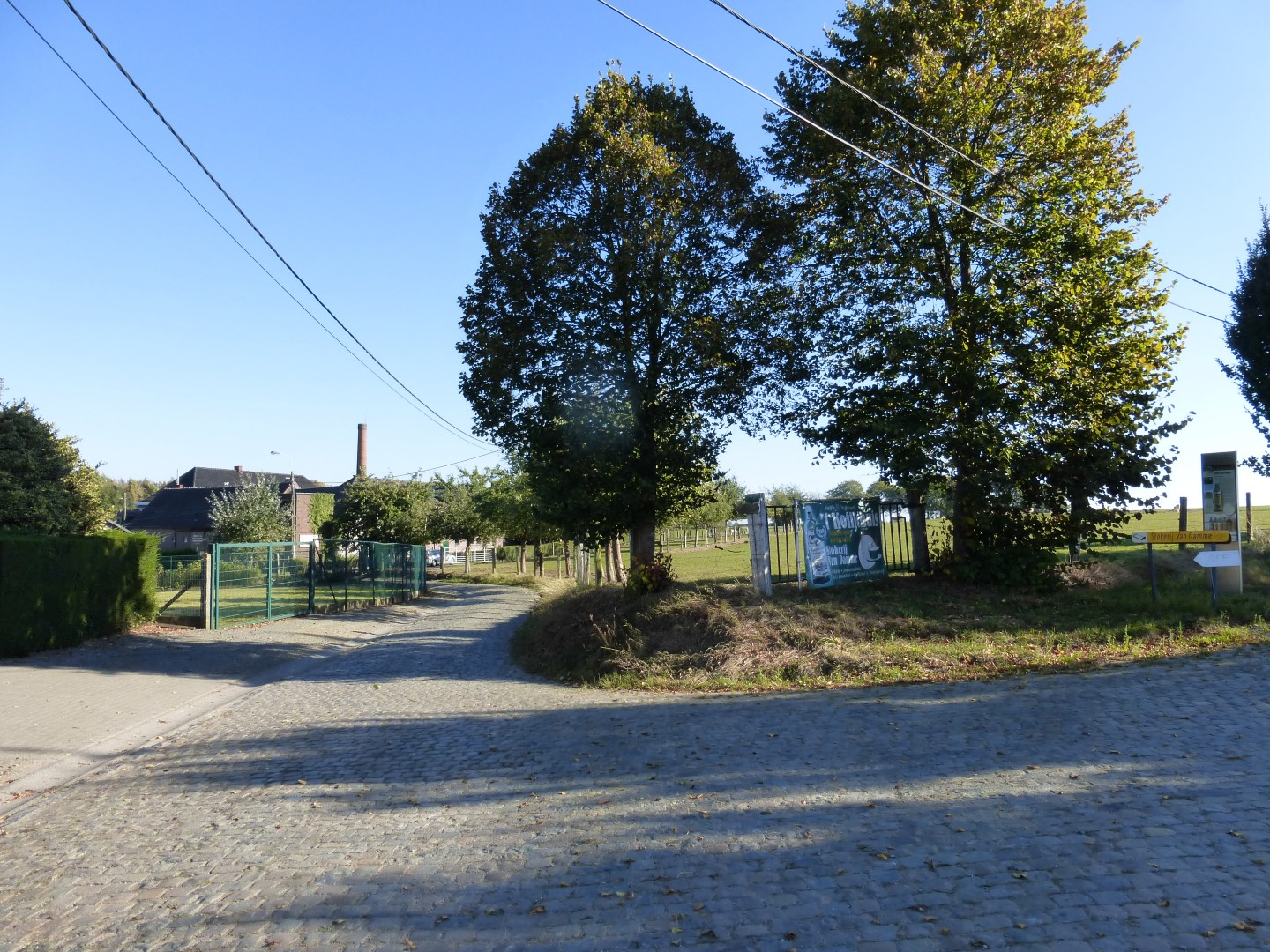
Kasseiweg en stokerij

Issegem is een gehucht in de tot de Oost-Vlaamse gemeente Oosterzele behorende deelgemeente Balegem.
Issegem is een voormalige heerlijkheid. Er stond ook een middeleeuws kasteel waar de heer zetelde maar dat eind 16e eeuw verwoest werd. Mogelijk is het adellijk geslacht Isenghien van Issegem afkomstig.
Ten oosten van Issegem bevindt zich een groeve waar Balegemse steen wordt gewonnen. Voorts vindt men er een kasseistrook met daaraan een hoeve die ook de voormalige jeneverstokerij Van Damme omvat.
Verder is er een pijlerkapel in barokstijl te vinden.